# Jászárokszállás

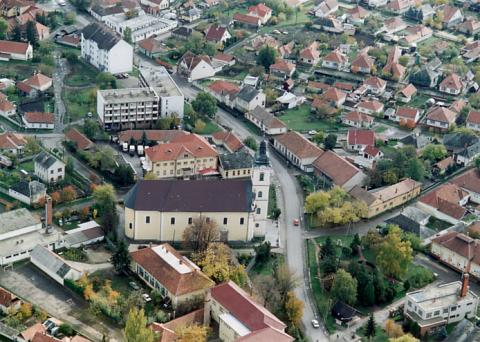
Jászárokszállás

Jászárokszállás är en mindre stad i provinsen Jász-Nagykun-Szolnok i Ungern. Jászárokszállás ligger i distriktet Jászberény och hade år 2019 totalt 7 691 invånare.